# الرأسمالية المطبعية
الرأسمالية المطبعية هي نظرية يقوم عليها مفهوم الأمة، كمجموعة تشكل مجتمعا متخيلا، والذي يظهر مع لغة مشتركة وخطاب ناشئين عن استخدام المطبعة، والتي تنتشر بفعل السوق الرأسمالي. وقام رواد الأعمال الرأسماليون بطباعة كتبهم ووسائطهم باللغة المحلية (بدلا من اللغات النصية الحصرية، مثل اللاتينية) من أجل تعميمها بشكلٍ أوسع. ونتيجة لذلك، أصبح القراء يتحدثون اللهجات المحلية المختلفة قادرين على فهم بعضهم البعض، وظهر خطاب مشترك. وقال أندرسون أن أول الدول القومية الأوروبية تشكلت بالتالي حول «لغات الطباعة الوطنية».

## المصطلح
وقد صاغ بنديكت أندرسون هذا المصطلح، وأوضح ذلك بشكلٍ مفصل في كتابه، المجتمعات المتخيلة، في عام 1983.